# Necrópolis celtibérica de Navafría
Navafría es una necrópolis celtibérica situada cerca de Clares, un pueblo integrado en el municipio de Maranchón (Guadalajara, España).

## Ajuares encontrados
Entre los ajuares hallados en el yacimiento aparecieron tres valiosas piezas, que hoy en día se conservan en el Museo Arqueológico Nacional de España, en Madrid. Una de ellas ha sido considerada una diadema, aunque tiene una estructura similar a la de algunos pectorales de la Edad del Hierro de Francia o Italia. El cuerpo principal está hecho de bronce, con un vástago de hierro cubierto de bronce sobre él, y un tercer cuerpo con colgantes de bronce estañado.
La segunda pieza tiene siete hojas dobladas de bronce, algunas también estañadas, que podrían cubrir una vaina de madera recubierta o no de cuero, como encontramos en algunos modelos similares de Austria o Gran Bretaña.

### Elcollar de la Sacerdotisa del Sol

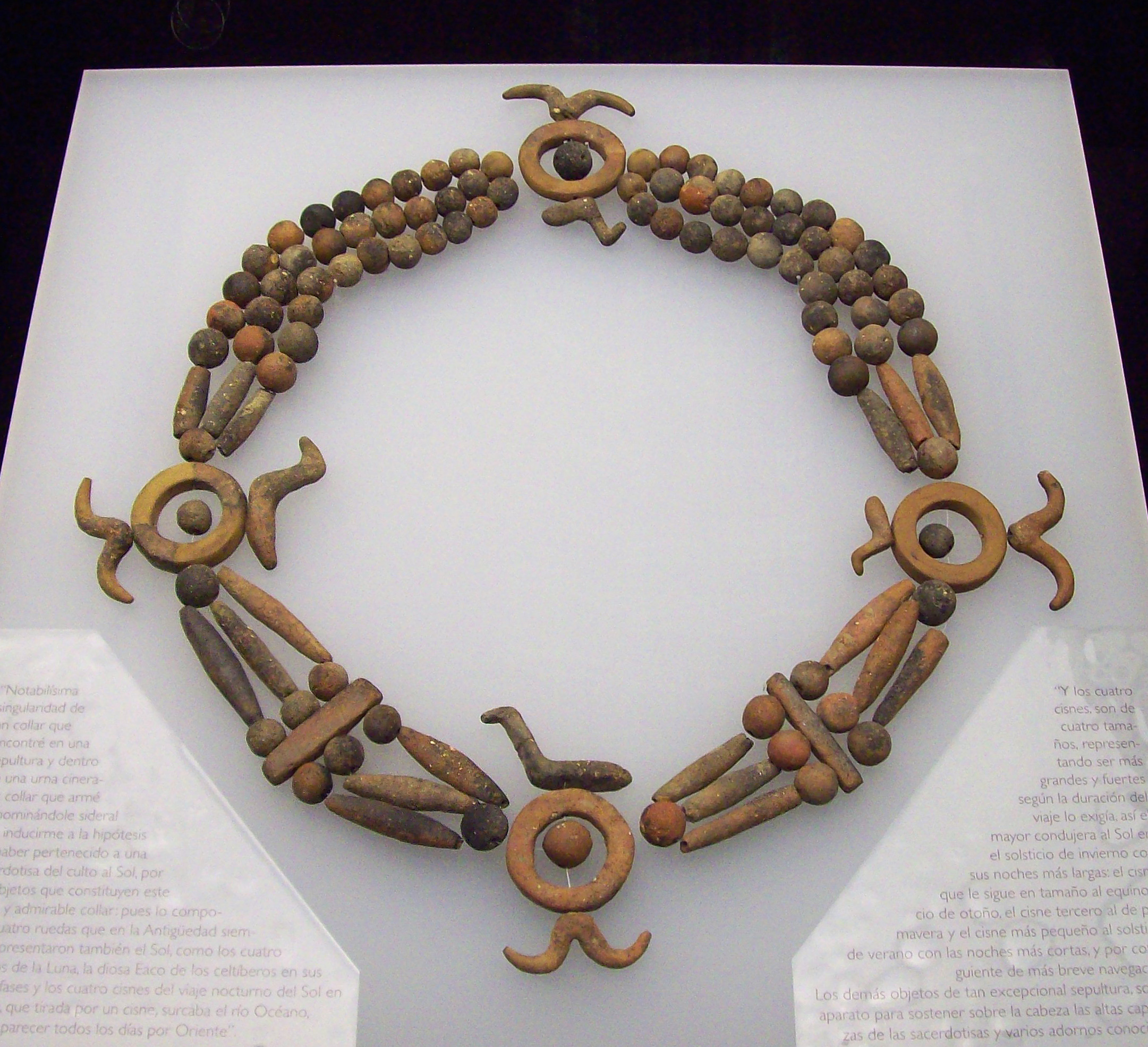
El llamado collar de la Sacerdotisa del Sol (M.A.N., Madrid).

La tercera pieza, la más notable de todas, es un collar de arcilla cocida fechado en el siglo IV a. C.. Fue descubierto en 1914 por Enrique de Aguilera y Gamboa, XVII Marqués de Cerralbo, en la tumba n.º 53. Tanto esta sepultura como el collar contenido en ella fueron bautizados por el propio Marqués como "de la Sacerdotisa del Sol". Este objeto sagrado posee un poderoso simbolismo religioso, hecho que ya fue señalado por su descubridor:

Notabilísima singularidad de un collar que encontré en una sepultura de una urna cineraria; collar que armé denominándole sideral por inducirme a la hipótesis que hubo pertenecido a una sacerdotisa del culto al Sol, por los objetos que constituyen este único y admirable collar, pues lo componen cuatro ruedas que en la Antigüedad siempre representaron también el Sol: como los cuatro cuernos de la Luna, la diosa Eaco de los celtíberos en sus cuatro fases; y los cuatro cisnes del viaje nocturno del Sol en la barca que, tirada por un cisne, surcaba el río Océano, para reaparecer todos los días por Oriente.
Y los cuatro cisnes, son de cuatro tamaños, que representando ser más grandes y fuertes según la duración del viaje exigía, así el mayor condujera al Sol en el Solsticio de invierno con sus noches más largas; el cisne que le sigue en tamaño al equinoccio de otoño, el cisne tercero al de primavera y el cisne más pequeño al Solsticio de verano con las noches más cortas, y por consiguiente de más breve navegación.
Los demás objetos de tan excepcional sepultura, son el aparato para sostener sobre la cabeza las altas caperuzas de las sacerdotisas y varios adornos conocidos.
Marqués de Cerralbo.

Estudios posteriores han ratificado estas apreciaciones:

El sacerdocio es algo requerido por cualquier tipo de Religión organizada, y poca duda cabe de que la de los celtíberos lo es.
Marco Simón, 1986.

El collar que apareció en esta sepultura consta de elementos simbólicos importantes: los cuernos de la Luna, la rueda solar, los cisnes, todos ellos íntimamente relacionados con un mismo tema: la muerte, el viaje al Más Allá y el renacer nuevamente, aspectos que pueden indicar su creencia en la inmortalidad de las almas.
Del mismo que la cruz señala cuatro puntos importantes en el cosmos, así el collar tiene cuatro puntos centrales, que son las ruedas celestes con los cuernos en un lado y los cisnes en el opuesto. El cisne juega un papel muy importante en la literatura céltica; además de las propiedades mágicas que se le atribuyen, es el mediador entre el hombre y los Dioses, se comunica con ellos en ese viaje a través del Más Allá (Green, 1992). El año es un viaje que abarcaría los cuatro puntos cardinales, así se asegura la continuidad del ciclo cósmico, ayudando al mundo en todas las fases de la Luna y el cambio de estaciones. La vida está presente sólo donde la regularidad de la naturaleza no parece detenida por las fuerzas de la muerte, un continuo avance en el universo, una regeneración periódica. Así aparece la rueda como círculo que no tiene principio ni fin, el cisne como símbolo de ese vuelo al Más Allá, y los cuernos de la Luna como el culto a los poderes fecundos y creativos de la Naturaleza.
Elisa Malpesa Montemayor. Boletín del M.A.N, XI, 1993.